# Pyrilia caica
Il pappagallo dei Caica (Pyrilia caica Latham, 1790) è un uccello della famiglia degli Psittacidi.

## Descrizione
Ha una colorazione generale verde scagliata di marrone, taglia attorno ai 23 cm, remiganti e parte terminale delle timoniere nere, collare arancio-bruno dorato che dalla nuca si estende sul petto e sulla testa nero-bruna; non presenta alcun dimorfismo sessuale; l'occhio è cerchiato di chiaro e ha iride gialla; becco e zampe sono grigiastre. I soggetti immaturi hanno il collare appena accennato e la testa verde.

## Distribuzione e habitat
Vive nelle foreste a galleria e nelle foreste aperte nel Venezuela sud-orientale, in Guyana e nel nord dell'Amazzonia brasiliana.